# Гелиос-РЛД
«Гелиос-РЛД» — проект российского беспилотного летательного аппарата, разрабатываемый компанией Кронштадт.
 Представляет дальнейшее развитие дронов «Орион», является беспилотником радиолокационного дозора и, по заявлению производителя, сможет работать в команде с самолётами ДРЛО А-50 и А-100.

## Общие сведения
Макет беспилотника «Гелиос-РЛД» впервые был продемонстрирован в Московской области, в парке «Патриот» на форуме «АРМИЯ-2020». Гелиос является беспилотником радиолокационного дозора. БПЛА также демонстрировался на авиа-космическом салоне МАКС. Свой первый полёт должен совершить ближе к 2024 году. Помимо радиолокационного дозора, «Гелиос-РЛД» сможет осуществлять воздушное и морское патрулирование, обеспечивать войска радиосвязью при возникновении чрезвычайных ситуаций, доставлять грузы в труднодоступные районы. Также предусмотрено гражданское применение «Гелиоса-РЛД» как средства ведения ледовой разведки по трассе Северного морского пути и мониторинга лесных массивов в противопожарных целях.

## ТТХ
Тактико-технические характеристики:
Размах крыла — 30 м
Высота — 3,6 м
Длина — 12,6 м
Максимальная взлётная масса — 4000 кг
Максимальная масса полезной нагрузки — 800 кг
Крейсерская скорость — 350—450 км/ч
Максимальная продолжительность полета — 24-30 ч
Максимальная высота полета — 9000-11000 м
Боевой радиус применения — 3000 км